# Ernst Korn

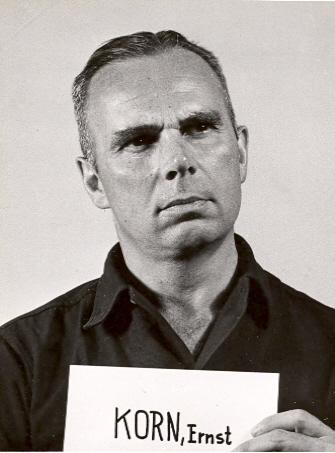
Ernst Korn als Zeuge bei den Nürnberger Prozessen.

Ernst Korn (* 11. Juni 1899; † nach 1948) war ein deutscher Polizeibeamter und SS-Führer.

## Leben und Wirken
Nach dem Schulbesuch nahm Korn von 1917 bis 1918 als Leutnant beim Rheinischen Jäger-Bataillon Nr. 8 am Ersten Weltkrieg teil. In der Zeit der Weimarer Republik trat Korn in den Polizeidienst ein, in dem er auch nach dem Machtantritt der Nationalsozialisten 1933 verblieb. Zum 1. Mai 1933 trat Korn in die NSDAP ein (Mitgliedsnummer 2.332.466) und schloss sich auch der SS an (SS-Nummer 327.376).
Während des Zweiten Weltkrieges war Korn von August bis November 1941 Bataillonskommandeur eines Ersatzbataillons des Polizei-Regiments 2. Danach führte er vom 16. Dezember 1941 bis 18. Januar 1942 vertretungsweise als Bataillonskommandeur beim 3. Bataillon des Polizei-Schützen-Regiments 1. Vom 1. Februar bis 30. April 1942 war Korn zum Stab des Befehlshabers der Waffen-SS in den Niederlanden abgeordnet, wo er als Vertreter des Befehlshabers und Leiter des gesamten Dienstgeschäfte des Stabes fungierte.
Vom 23. Juli 1942 bis zum 31. Januar 1943 amtierte Korn als Chef des Stabes des Höheren SS- und Polizeiführers Russland-Mitte. Im Anschluss an diese Tätigkeit fungierte er vom 1. Februar 1943 bis zum 26. März 1943 als Chef des Stabes von Erich von dem Bach-Zelewski, dem Bevollmächtigten des Reichsführers SS (RFSS) für Bandenbekämpfung. In dieser Eigenschaft war er für zahlreiche Massenerschießungen verantwortlich, so z. B. die Erschießung von 25 Personen in einem Dorf bei Kolki.
Am 27. März 1943 folgte schließlich seine Ernennung zum Ia des Bevollmächtigten des Reichsführers SS für Bandenbekämpfung in der Feldkommandostelle des RFSS Heinrich Himmler. Am 21. Juni 1943 wurde Korn zum Direktor des Amtes Statistik und Kartographie im Stab des Chef BKV ernannt.
Von Oktober 1943 bis April 1944 amtierte Korn als Chef des Führungsstabes beim Beauftragten des Reichsführers SS für Kroatien, Kammershofer, mit Dienstsitz in Agram. In dieser Stellung war er vor allem mit der Sachbearbeitung von polizeilichen Einsätzen betraut, insbesondere der organisatorischen Ausarbeitung von Bandenbekämpfungsunternehmen.
1944 wurde Korn Stabschef des Höheren SS- und Polizeiführers Russland Mitte und Kommandeur des SS-Polizei-Regiments Brixen.
Nach Kriegsende geriet Korn, der zuletzt den Rang eines Oberstleutnants der Schutzpolizei innehatte, in alliierte Gefangenschaft. In den folgenden Jahren nahm er als Zeuge an den Nürnberger Prozessen teil.

## Beförderungen
- 1. Mai 1939: SS-Sturmbannführer
- 1. Februar 1943: Oberstleutnant der Schutzpolizei